# Elveția retoromană

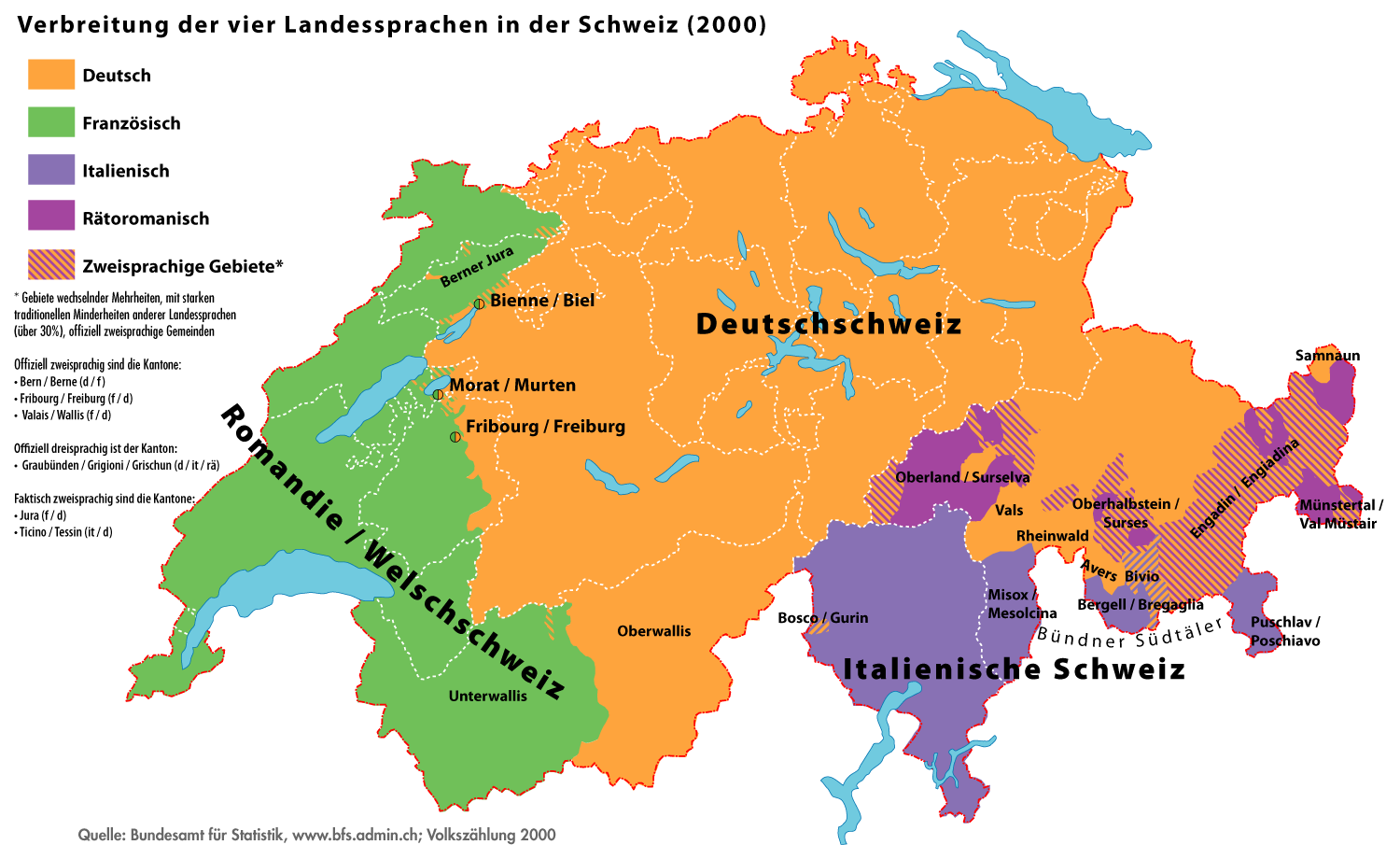
Harta lingvistică a Elveției

Elveția retoromană (în retoromană Rumantschia) este o regiune linvistică din Elveția, alǎturi de cea, Germană, Franceză și Italiană. Împreunǎ cu ultimele douǎ formeazǎ Elveția latină. Este una dintre cele patru limbi oficiale ale Elveției, începând cu 20 februarie 1938. Retoromana face parte din subgrupa limbilor romanice retice, alături de limbile: friulană și ladină.
Teritoriul Elveției retoromane cuprinde numai o parte din cantonul Grisunilor, unde de asemenea este rǎspândit un dialect elvețian al limbii germane. Numǎrul de vorbitori în Elveția este de aprox. 39.700 de persoane, sau 0,5 din populația țării.